# 下呂町立中原中学校
下呂町立中原中学校（げろちょうりつ なかはらちゅうがっこう）は、かつて岐阜県益田郡下呂町（現・下呂市）にあった公立中学校。

## 概要
- 旧・益田郡中原村の中学校であった。1968年に下呂中学校〈旧〉、上原中学校と統合し、下呂中学校の新設により廃校。
- 校舎と校地は1969年から1982年まで中原小学校の校舎校地として使用された。

## 沿革
- 1947年（昭和22年）
  - 4月 - 益田郡中原村に中原村立中原中学校として開校。校舎は旧・中原青年学校の校舎を使用する。
  - 10月 - 中原村大字焼石に校舎が完成し、移転[1]。
- 1955年（昭和30年）4月1日 - 下呂町、竹原村、上原村、中原村が合併し、下呂町が発足。同時に下呂町立中原中学校に改称する。
- 1958年（昭和33年）4月1日 - 校区変更により、久野川地区が上原中学校の校区から中原中学校の校区に移る[注釈 2]。
- 1968年（昭和43年）3月 - 下呂中学校〈旧〉、上原中学校と統合し、下呂中学校の新設により廃校。中原中学校は下呂中学校中原分教室となる。
- 1969年（昭和44年） - 下呂中学校中原分教室を廃止。